# 서대문 한국기독교장로회총회 선교교육원
서대문 한국기독교장로회총회 선교교육원(西大門 韓國基督敎長老會總會 宣敎敎育院)은 서울특별시 서대문구에 있는 한국기독교장로회의 선교교육원이다. 1931년에 세워진 건물이며 대한민국의 국가등록문화재 제133호로 지정되어 있다.
처음에는 캐나다장로교회 한국선교사들의 사택으로 썼던 건물이며, 유신시절 민주화 인사들의 중요한 활동 근거지이기도 하다. 내부는 변형이 있었지만, 외형은 그 모습이 잘 보존되어 있는 근대건축물이다. 이 시기 주거 건축이 많이 남아있지 않아 희소가치가 높다.

## 사진